# Giacomo Morra

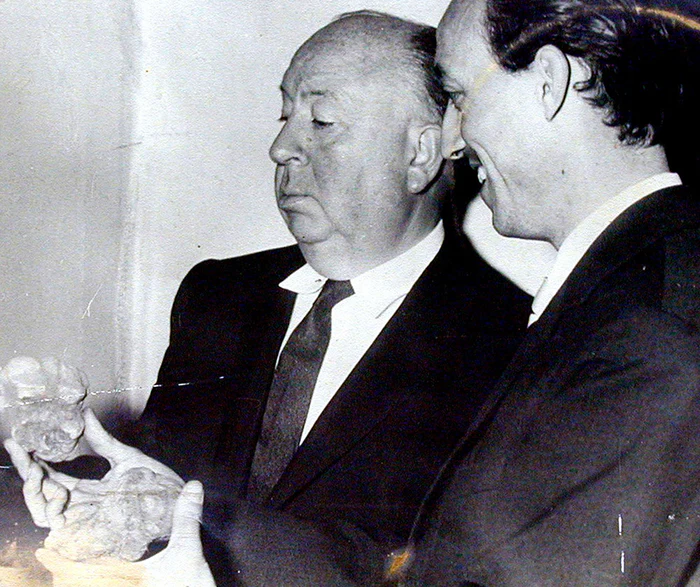
Alfred Hitchcock con Mario Morra (figlio di Giacomo Morra)

Giacomo Morra (La Morra, 1889 – Alba, 18 dicembre 1963) è stato un imprenditore e ristoratore italiano ricordato principalmente per aver reso noto il tartufo bianco in tutto il mondo e aver inaugurato l'annuale Fiera del Tartufo di Alba.

## Biografia[2]

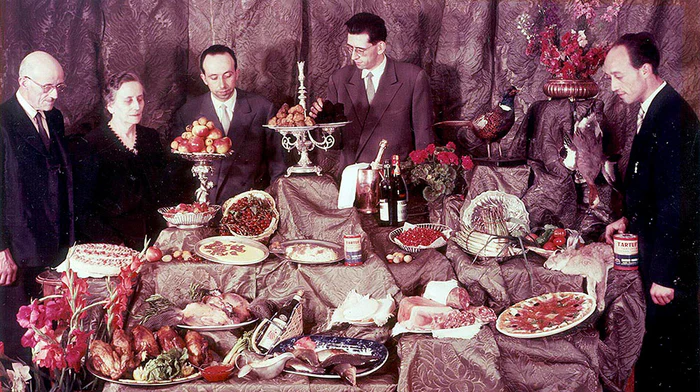
Banchetti all'Hotel Savona - Giacomo Morra e Figli

Morra nacque nel 1889 a La Morra, alla Cascina Manescotto dei conti Falletti di Castiglione, da una famiglia di umili origini. Nel 1908 andò a lavorare in una trattoria di Gallo per poi aprire un ristorante ad Alba. In seguito, nel 1923, aprì una trattoria a Torino. Stabilitosi definitivamente ad Alba nel 1928, Morra acquistò il locale Hotel Savona (oggi Hotel Giacomo Morra), che sarà da quel momento la sua sede, con i soldi accumulati durante il soggiorno nel capoluogo piemontese. Nel 1929, Morra pubblicizzò per la prima volta il tartufo in occasione della Fiera d'Alba, rinominata Fiera del Tartufo nel 1933. Il crescente successo dell'iniziativa destò sempre più interesse da parte di testate internazionali come The Observer e rese Alba meta di turismo internazionale. Morra promosse i tartufi di Alba donandoli a VIP e celebrità, come Winston Churchill, Rita Hayworth, Harry Truman, Marilyn Monroe, Joe di Maggio, Hailé Selassié, Alfred Hitchcock , Papa Paolo VI e Gianni Agnelli, ideò un metodo per conservare i tartufi e di cui si servì per esportare i suoi prodotti all'estero, inventò molti antipasti, e gli è attribuita l'invenzione del turismo enogastronomico. Sua era anche la Tartufi Morra, prima azienda di commercializzazione e trasformazione del tartufo bianco d’Alba inaugurata nel 1930. Morra morì per un'emorragia cerebrale il 18 dicembre del 1963, all'età di 74 anni.

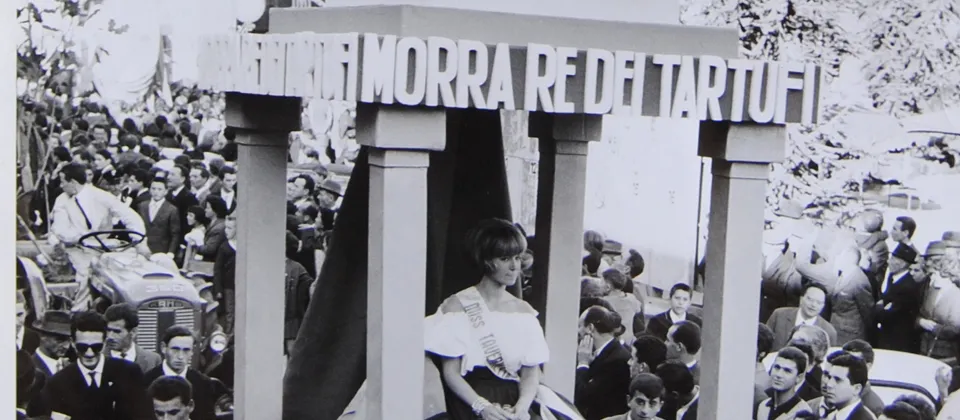
Morra Re dei Tartufi